# Euthalia eutychius
Euthalia eutychius är en fjärilsart som beskrevs av Hans Fruhstorfer 1913. Euthalia eutychius ingår i släktet Euthalia och familjen praktfjärilar. Inga underarter finns listade i Catalogue of Life.